# Kustići
Kustići falu Horvátországban, Lika-Zengg megyében. Közigazgatásilag Novaljához tartozik.

## Fekvése
A Pag-sziget északnyugati részén Novaljától 7 km-re délkeletre, a sziget belsejébe mélyen benyúló Pagi-öböl (Paški zaljev) északi partján, a sziget Barbatinak nevezett részén, Vidolići és Zubovići között fekszik.

## Története
A település a múltban a Zmorašnje Selo nevet viselte. A 18. században Pag városából a Kustić, Sabalić és Donadić családok telepedtek itt le. Mai nevét a Kustić családról kapta. Vadászatból és az akkor még gyakori tonhalrajok halászatából éltek. Az utóbbi időben a falu egyre inkább üdülő településsé fejlődött. 2011-ben 139 lakosa volt. Lakói főként a turizmusból élnek.

## Lakosság
| Lakosság változása | Lakosság változása | Lakosság változása | Lakosság változása | Lakosság változása | Lakosság változása | Lakosság változása | Lakosság változása | Lakosság változása | Lakosság változása | Lakosság változása | Lakosság változása | Lakosság változása | Lakosság változása | Lakosság változása | Lakosság változása |
| ------------------ | ------------------ | ------------------ | ------------------ | ------------------ | ------------------ | ------------------ | ------------------ | ------------------ | ------------------ | ------------------ | ------------------ | ------------------ | ------------------ | ------------------ | ------------------ |
| 1857               | 1869               | 1880               | 1890               | 1900               | 1910               | 1921               | 1931               | 1948               | 1953               | 1961               | 1971               | 1981               | 1991               | 2001               | 2011               |
| 0                  | 0                  | 0                  | 0                  | 0                  | 0                  | 0                  | 0                  | 171                | 178                | 172                | 164                | 134                | 123                | 130                | 139                |